# 11132 Horne
11132 Horne (1996 WU) là một tiểu hành tinh vành đai chính được phát hiện ngày 17 tháng 11 năm 1996 bởi D. di Cicco ở Sudbury, Massachusetts.